# 飯坂友佳子
飯坂友佳子（2月16日—），日本的女性漫画家。出生於北海道帶廣市。
1986年透過把作品「ラブチャンスは10円玉」投稿到小学館發行的《快樂龍》雜誌而晉身漫畫界。
現時主要活躍在小學館的少女漫畫雜誌《ChuChu》中。

## 單行本
- 戀愛衝擊，全1冊，原名：
- 魔法少年，全1冊，原名：
- 青春頑皮鬼，全1冊，原名：
- 月光少年，全1冊，原名：
- 奇妙的三角關係，全1冊，原名：
- 癡戀一生情，全1冊，原名：
- 我愛吸血鬼，全1冊，原名：
- 學園快盜，全2冊，原名：
- 藍絲絨戰士，全8冊，原名：
- 超．香浴球美女，全3冊，原名：
- 若葉花吹雪，全3冊，原名：
- 危險男孩，全1冊，原名：
- 夢中情人，全2冊，原名：
- 甜心戰士F，全4冊，原名：F
- 月光黛安娜，全2冊，原名：
- 浪漫伊甸園，全2冊
- 愛的歷險記，全1冊，原名：
- 無敵嬌娃!，全1冊，原名：
- 奇跡嬌娃!，全1冊，原名：
- 迷糊女警官，全1冊，原名：
- 抱抱我!喵喵，全1冊，原名：
- 裸足KISS，全1冊，原名：

## 文庫本
- 愛情四人組，前後篇，原名：怪盗Jを探せ!(前編・後編)
- 愛情四人組 續篇，全1冊，原名：続 怪盗Jを探せ!
- 続2 怪盗Jを探せ!
- 怪盗Jを探せ!クロニクル
- 怪盗Jを探せ!クロニクル2
- ウソでいかせて ヒミツでだまして

## 外部連結
- 紀伊國屋：飯坂友佳子作品[永久]